# Loeb Classical Library
Loeb Classical Library er en serie af bøger, der i dag udgives af Harvard University Press. Seriens formål er at præsentere vigtige værker fra den græske og latinske litteratur på en måde, så den er tilgængelig for det bredest mulige publikum ved at give den originale græske eller latinske originaltekst på venstre side og en engelsk paralleloversættelse på højre side.
Serien blev skabt af James Loeb. De første bind blev redigeret af T. E. Page, W. H. D. Rouse og Edward Capps og udgivet af Heinemanns forlag i 1912. Allerede da var i de deres karakteristiske farver, græske udgaver i grøn og latinske udgaver i rød. Siden da er der udkommet mange flere udgaver, og de ældste har fået revideret deres oversættelser. I de senere år har det inkluderet at man har fjernet tidligere tiders udrensning af og forsøg på at skjule fx homoseksuelle referencer. Overskuddet fra udgivelserne bruges fortsat til at finansiere stipendier til på Harvard University.
Da Loeb-udgaverne kun har et minimalt kritisk apparat, anses de ikke altid for brugbare til seriøs studeren og forskning. De er heller ikke møntet på den alment interesserede læser da oversætterens evne til at skrive smukt og flydende kan hæmmes væsentligt af kravet om at oversættelsen skal holdes så tæt op ad originalen som muligt. 
Harvard University tog det fulde ansvar for videreudgivelsen af serien i 1989, og i de senere år er der årligt udkommet 4-5 nyudgivelser eller nyredigerede genudgivelser. I 2001 begyndte Harvard University Press at udgive en tredje serie i et lignende format der præsenterer hovedværker fra middelalderen og renæssancen i deres originale sprog (normalt latin) med en engelsk oversættelse på den modstående siden i samme fysiske fremtoning, bare i blå.